# Prototherium
Il prototerio (gen. Prototherium) è un mammifero estinto appartenente ai sirenidi, vissuto tra l'Eocene medio e l'Oligocene inferiore (circa 45 - 35 milioni di anni fa). I suoi resti fossili sono stati ritrovati principalmente in Europa (Italia, Spagna, Germania).

## Descrizione
Questo animale è conosciuto per una quantità di scheletri fossili, rinvenuti principalmente in Italia settentrionale e in Spagna. Prototherium era un sirenide già piuttosto simile alle forme attuali, ma dalla corporatura più snella e dal cranio leggermente più sottile. Gli esemplari adulti raggiungevano solitamente la lunghezza di due metri e mezzo.

## Classificazione
Il genere Prototherium è stato descritto per la prima volta da Achille de Zigno nel 1875 sulla base di resti fossili rinvenuti in Veneto in strati dell'Eocene medio e dell'Eocene superiore: la specie tipo, Prototherium veronense, è stata anche l'unica attribuita a questo genere per oltre un secolo. Nel 1983 Bizzotto descrisse una nuova specie, rinvenuta in strati leggermente più recenti (Priaboniano, Eocene superiore): P. intermedium. Successivamente (Pilleri et al., 1989) sono state descritte altre specie provenienti dalla Spagna (P. montserratense, P. solei) affini a P. intermedium e forse conspecifiche con quest'ultima. Resti attribuiti con molti dubbi a Prototherium sono stati ritrovati anche in Somalia in strati dell'Eocene medio. 

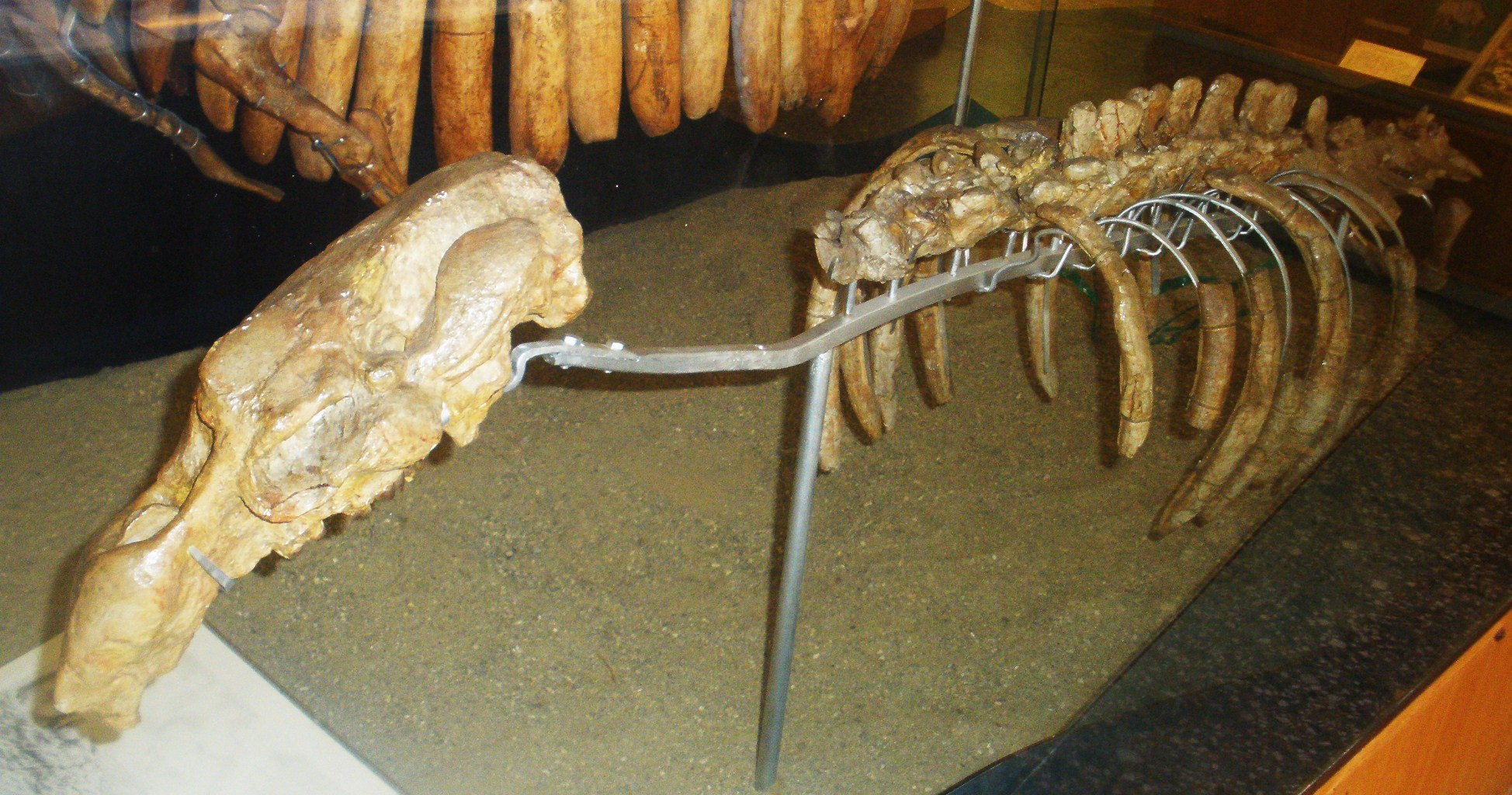
Scheletro di Prototherium veronense

L'esemplare più famoso appartiene alla specie P. veronense, di cui esiste un fossile completo lungo circa due metri e mezzo, ritrovato sul Monte Duello in Veneto ed ora conservato al museo dell'istituto di Geologia di Padova. L'animale ha vissuto nelle calde acque del mare antistanti un maestoso complesso vulcanico di cui faceva parte il Monte Duello, in un clima subtropicale. Particolarità del fossile veronese è la dentatura: si pensa che potesse essere un individuo giovane, vista la presenza inequivocabile del dente da latte e del quinto premolare.
Prototherium è considerato un rappresentante primitivo della famiglia dei dugongidi, attualmente rappresentata dal solo dugongo; le affinità più strette si riscontrano con il genere Halitherium, tipico dell'Oligocene e di corporatura e dimensioni maggiori.